# Civilização asteca
Os astecas eram uma cultura mesoamericana que floresceu no centro do México no período pós-clássico, de 1300 a 1521. Os povos astecas incluíam diferentes grupos étnicos do México central, particularmente aqueles grupos que falavam a língua náuatle e dominaram grandes partes da Mesoamérica entre os séculos XIV ao XVI. A cultura asteca era organizada em cidades-Estados (altepetl), algumas das quais se juntaram para formar alianças, confederações políticas ou impérios. O Império Asteca era uma confederação de três cidades-Estados estabelecida em 1427, Tenochtitlan (cidade-Estado dos mexicas), Texcoco e Tlacopan, anteriormente parte do império dos tepanecas, cujo poder dominante era o Azcapotzalco. Embora o termo astecas seja restrito aos mexicas de Tenochtitlan, também é amplamente usado para se referir a comunidades ou povos náuatles do México central na era pré-hispânica, bem como a era colonial espanhola (1521-1821). A definição dos astecas tem sido o tema da discussão acadêmica, desde que o cientista alemão Alexander von Humboldt estabeleceu seu uso comum no início do século XIX.
A maioria dos grupos étnicos do México central, no período pós-clássico, compartilhava traços culturais básicos da Mesoamérica e muitas das características da cultura asteca não podem ser consideradas exclusivas deste povo. Pela mesma razão, a noção de "civilização asteca" é melhor entendida como um horizonte particular de uma civilização geral da Mesoamérica. A cultura do México central inclui o cultivo de milho, a divisão social entre nobreza (pipiltin) e plebeus (macehualtin), um panteão (caracterizando Tezcatlipoca, Tlaloc e Quetzalcoatl) e o sistema calendárico de um xiuhpohualli de 365 dias intercalado com um tonalpohualli de 260 dias. O deus patrono Huitzilopochtli, construções de pirâmides gêmeas e o artigo cerâmico conhecido como Astecas I a III são particulares dos mexicas de Tenochtitlan.
No século XIII, o Vale do México era o coração de uma população densa e da ascensão das cidades-Estados. Os mexicas chegaram atrasados ao vale e fundaram a cidade de Tenochtitlan em ilhotas pouco promissoras no lago Texcoco, tornando-se depois o poder dominante da Tríplice Aliança Asteca (ou Império Asteca). Era um império tributário que expandiu sua hegemonia política muito além do Vale do México, conquistando outras cidades-Estados da Mesoamérica no final do período pós-clássico. Originou-se em 1427 como uma aliança entre as cidades Tenochtitlan, Texcoco e Tlacopan, as quais se aliaram para derrotar o Estado tepaneca de Azcapotzalco, que anteriormente havia dominado a bacia do México. Logo, Texcoco e Tlacopan foram relegadas a uma parceria menor dentro da aliança, com Tenochtitlan se tornando o poder dominante. O império ampliou seu alcance por uma combinação de comércio e conquista militar. Nunca foi um verdadeiro império territorial controlando um território através de grandes guarnições militares em províncias conquistadas, mas dominava suas cidades-Estados clientes principalmente ao implantar governantes amistosos conquistados, construindo alianças matrimoniais entre as dinastias governantes e estendendo uma ideologia imperial às suas cidades, que prestavam homenagem ao imperador asteca, o Huey Tlatoani. Esta estratégia econômica limitava a comunicação e o comércio entre os sistemas periféricos, tornando-os dependentes do centro imperial para a aquisição de bens de luxo. A influência política do império alcançou o sul, como Chiapas e Guatemala, e abarcou a Mesoamérica, do Pacífico ao Atlântico.
O império atingiu sua extensão máxima em 1519, pouco antes da chegada de um pequeno grupo de conquistadores espanhóis liderados por Hernán Cortés, que se aliou a cidades-Estados inimigas dos mexicas, particularmente Tlaxcalteca, bem como a outras organizações políticas mexicas, incluindo Texcoco, sua antiga aliada na Tríplice Aliança. Após a queda de Tenochtitlán em 13 de agosto de 1521 e a captura do imperador Cuauhtemoc, os espanhóis fundaram a Cidade do México sobre as ruínas da antiga capital asteca. De lá, eles prosseguiram com o processo de conquista e incorporação dos povos mesoamericanos ao Império Espanhol. Com a destruição da superestrutura do Império Asteca em 1521, os espanhóis utilizaram as cidades-Estados sobre as quais o Império Asteca foi construído para governar as populações indígenas por meio de seus nobres locais. Esses nobres prometeram lealdade à coroa espanhola e converteram-se, ao menos nominalmente, ao cristianismo, em troca de serem reconhecidos como nobres pelos espanhóis. Os nobres atuaram como intermediários para transmitir tributos e mobilizar o trabalho para seus novos senhores, facilitando o estabelecimento do domínio colonial espanhol.
A cultura e a história astecas são conhecidas principalmente por evidências arqueológicas encontradas em escavações como a do renomado Templo Mayor na Cidade do México; de escritos indígenas; relatos de testemunhas oculares de conquistadores espanhóis, como Cortés e Bernal Díaz del Castillo; e especialmente das descrições de cultura e história astecas dos séculos XVI e XVII escritas por clérigos espanhóis e astecas letrados em espanhol ou náuatle, como o famoso, ilustrado e bilíngue (espanhol e náuatle) Códice florentino, composto em doze volumes, criado pelo frade franciscano Bernardino de Sahagún, em colaboração com informantes indígenas astecas. Importante para o conhecimento dos náuatles após a conquista europeia foi o treinamento de escribas indígenas para criar textos alfabéticos em náhuatl, principalmente para ajudar no processo de domínio colonial espanhol. No seu auge, a cultura asteca teve tradições mitológicas e religiosas ricas e complexas, bem como alcançou notáveis realizações arquitetônicas e artísticas.

#### Declínio populacional

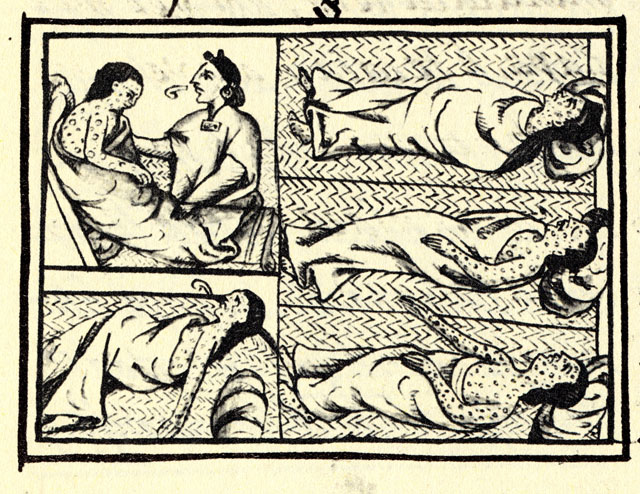
Representação da epidemia varíola durante a conquista espanhola no Livro XII do Códice Florentino

#### Continuidade e mudança social e política

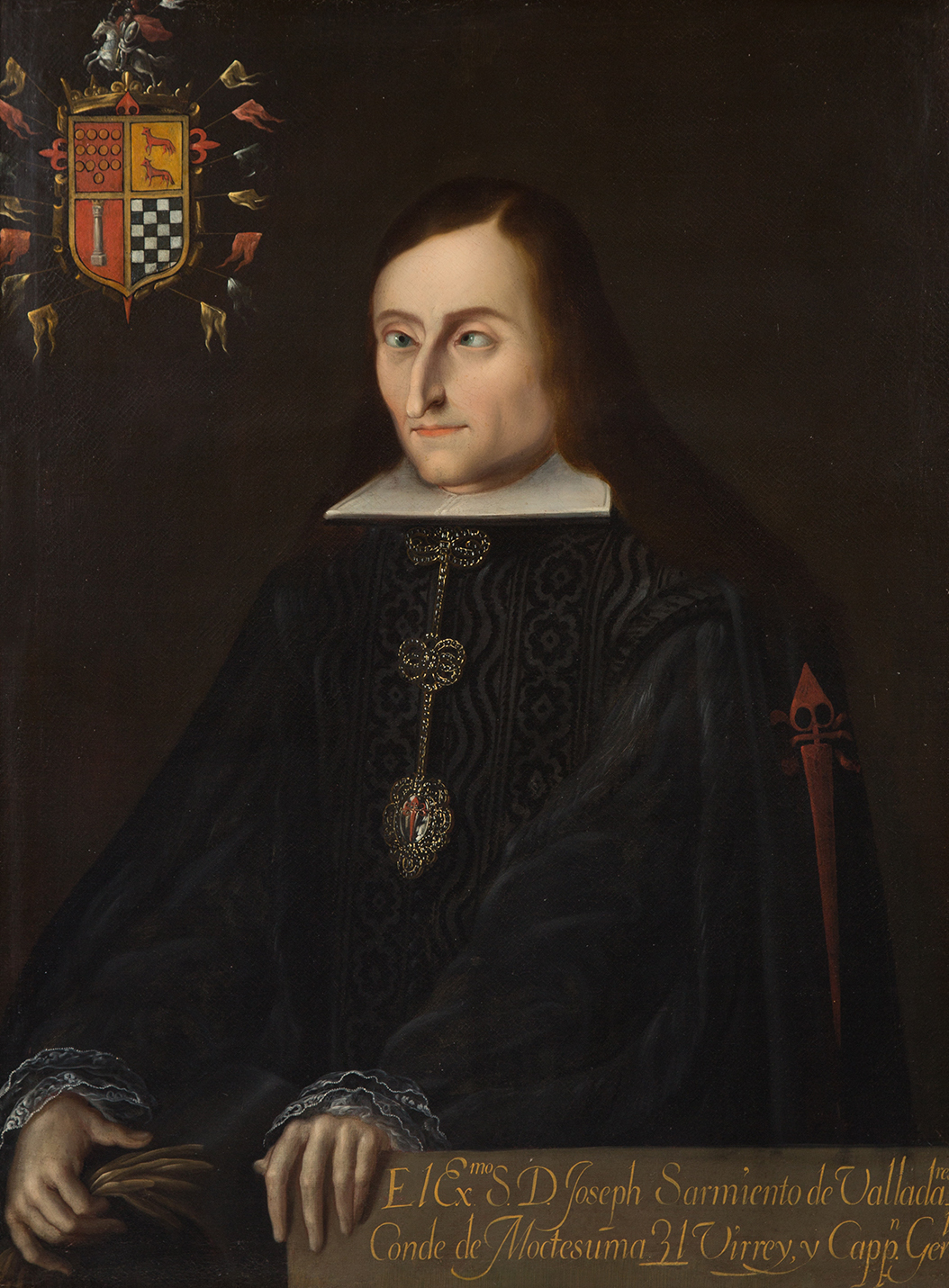
José Sarmiento de Valladares, Conde de Moctezuma, vice-rei do México

### Nobres e plebeus

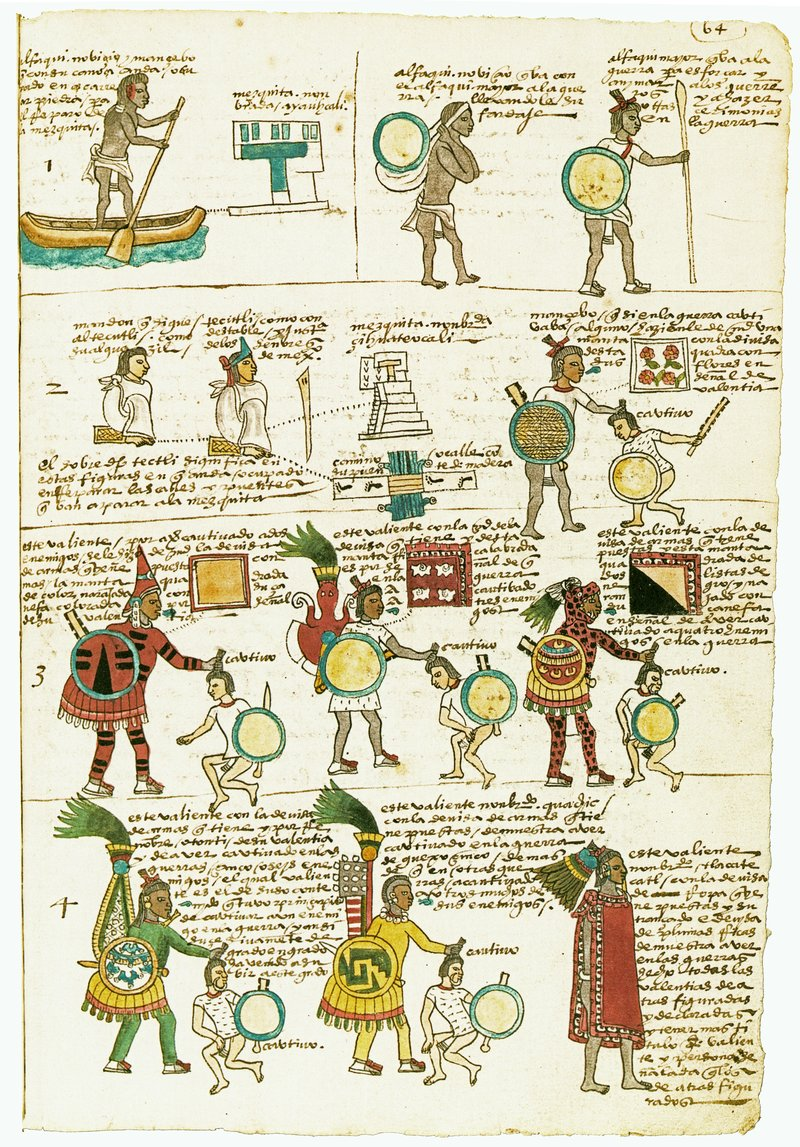
Fólio do Codex Mendoza mostrando um plebeu subindo posições ao levar prisioneiros em guerra. Cada traje podia ser alcançado com o recolhimento de um certo número de cativos

### Família e gênero

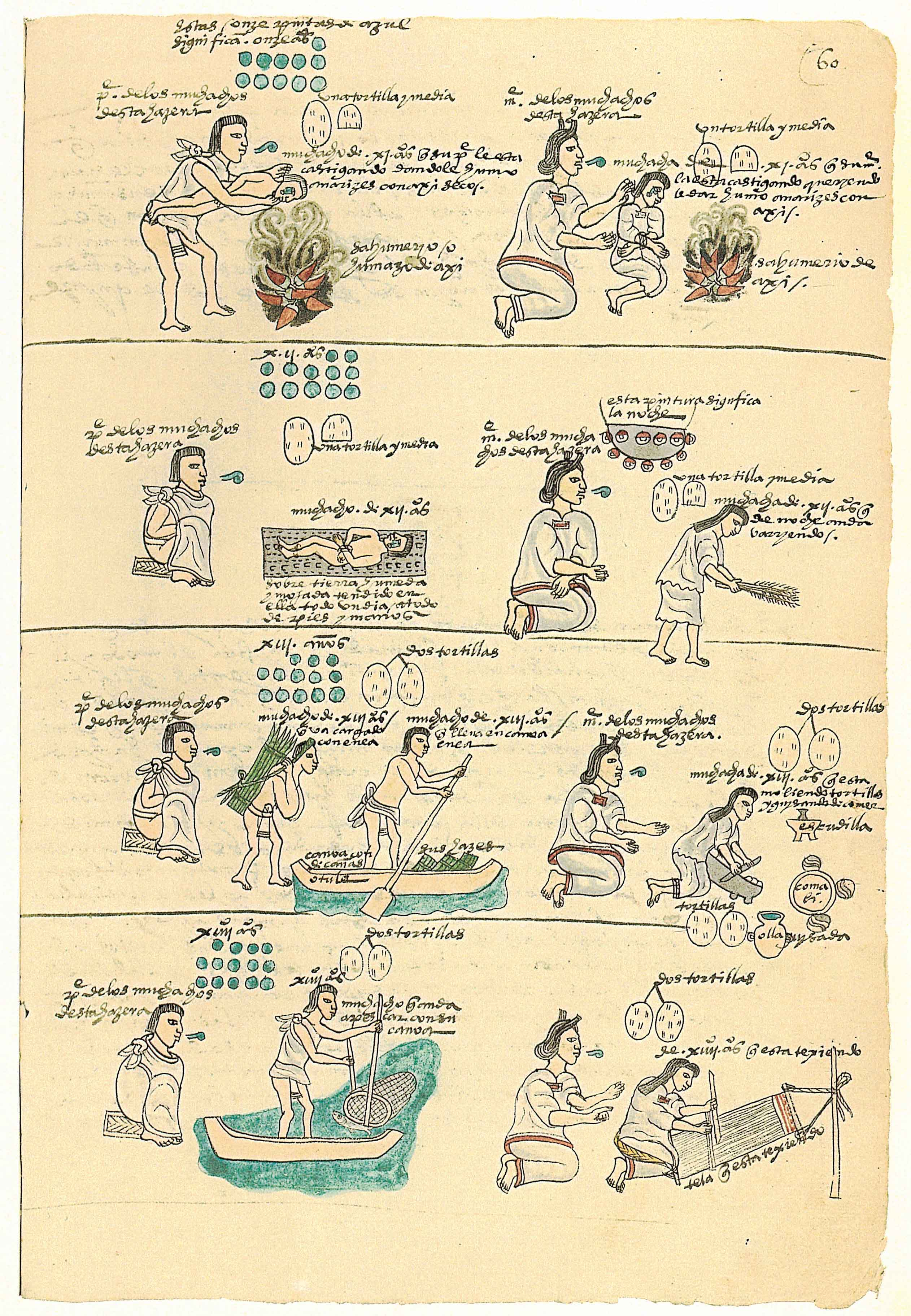
Fólio do Codex Mendoza mostrando a criação e educação de meninos e meninas astecas, como eles foram instruídos em diferentes tipos de trabalho, e como foram punidos por mau comportamento

### Tríplice Aliança e Império Asteca

Mapa indicando a extensão máxima atingida pelo Império Asteca

### Agricultura e subsistência

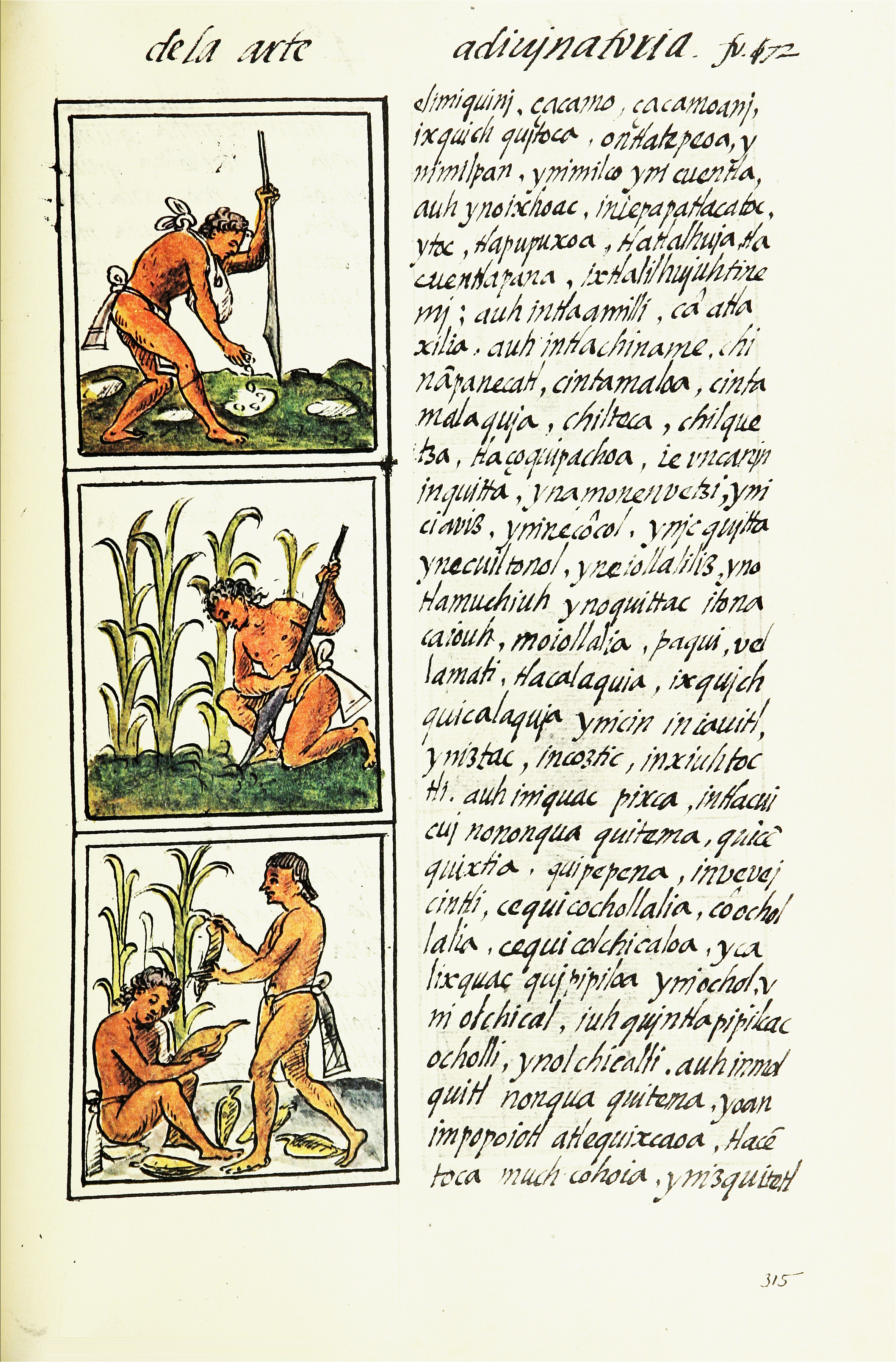
Ilustração do Florentine Codex mostrando o cultivo de milho, o principal alimento, com o uso de ferramentas simples

### Artesanato e ofícios

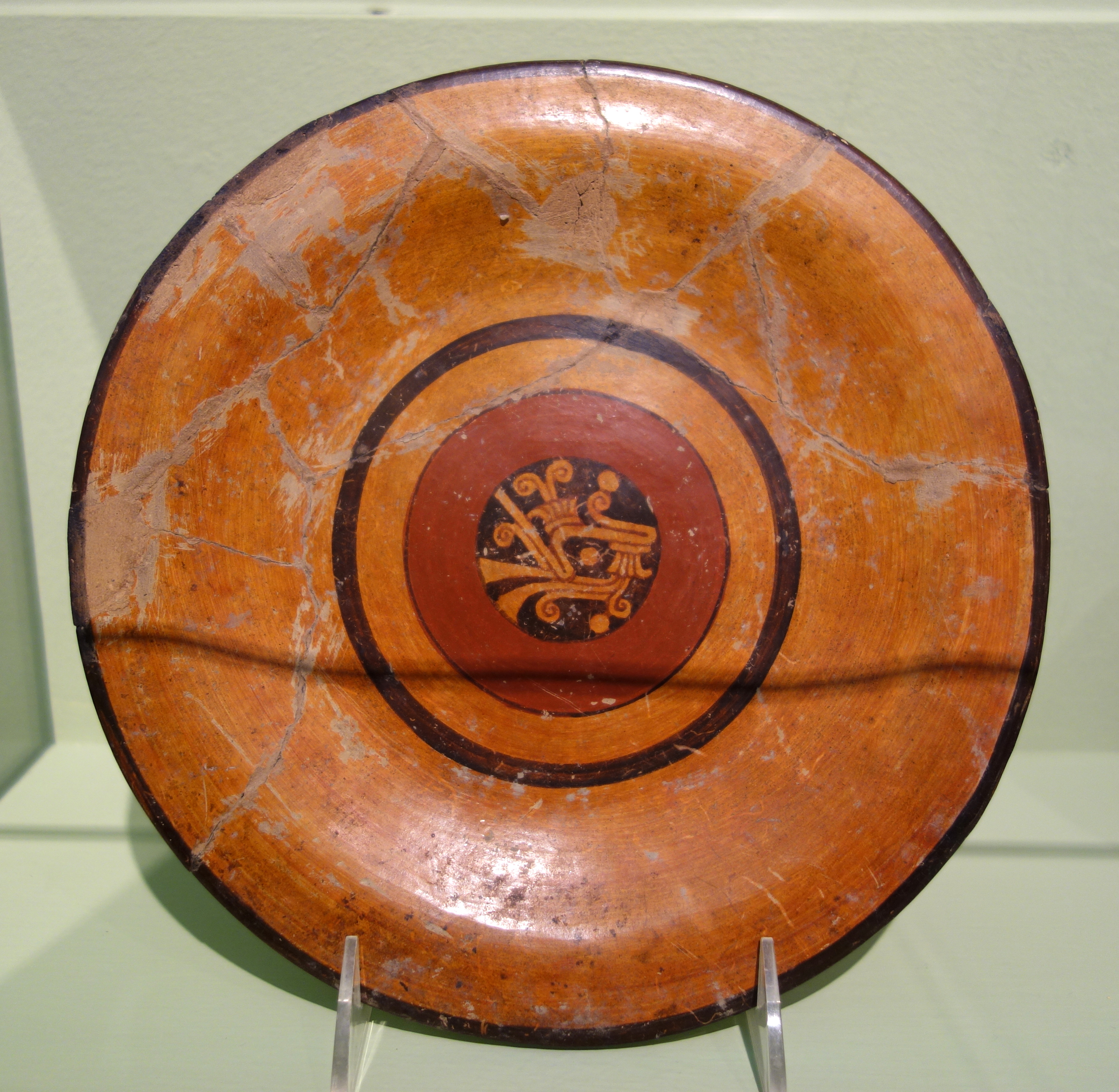
Uma típica louça cerâmica asteca pintada de preto e laranja

### Comércio e distribuição

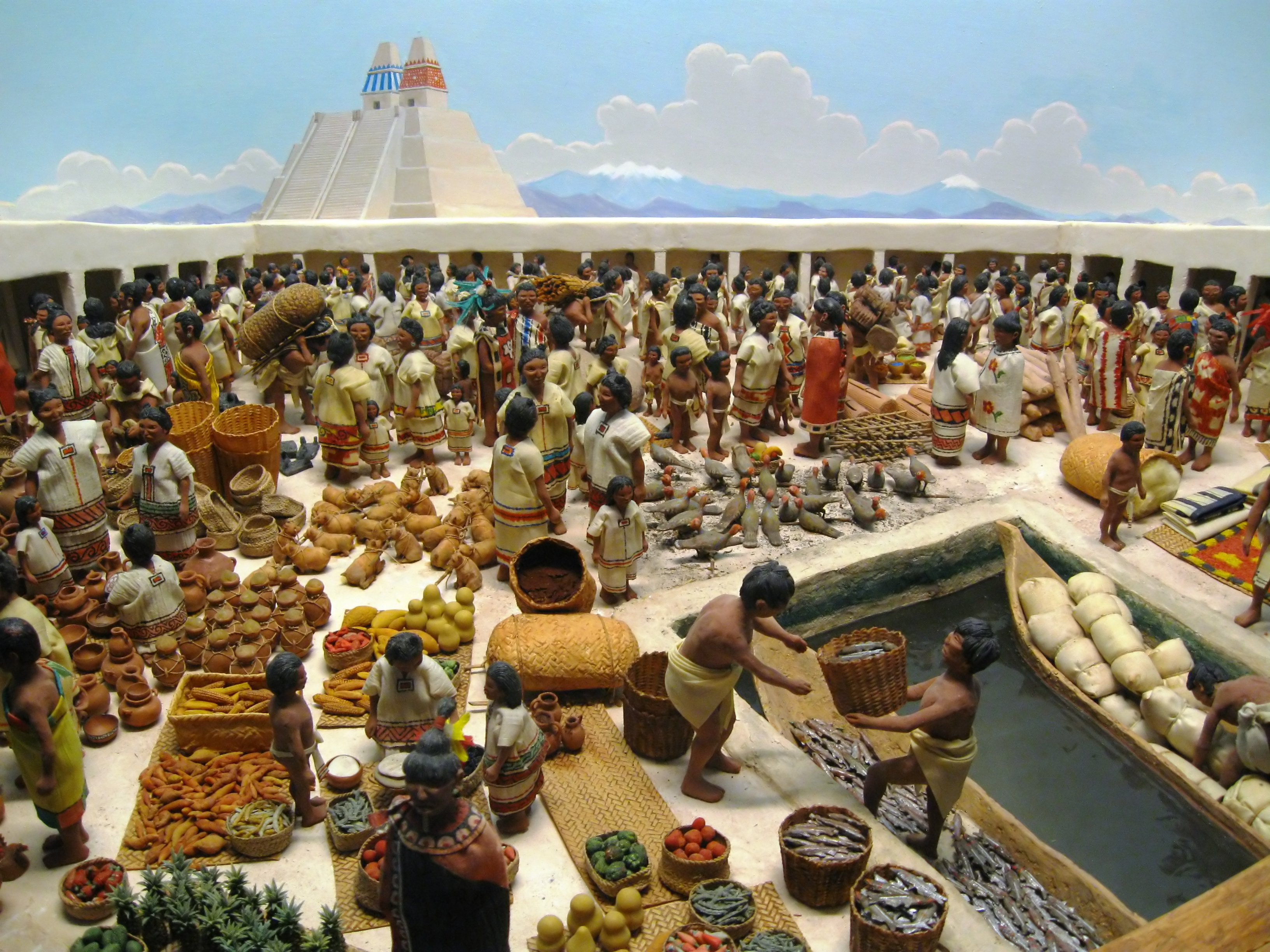
Modelo diorama do mercado asteca em Tlatelolco

### Tributo

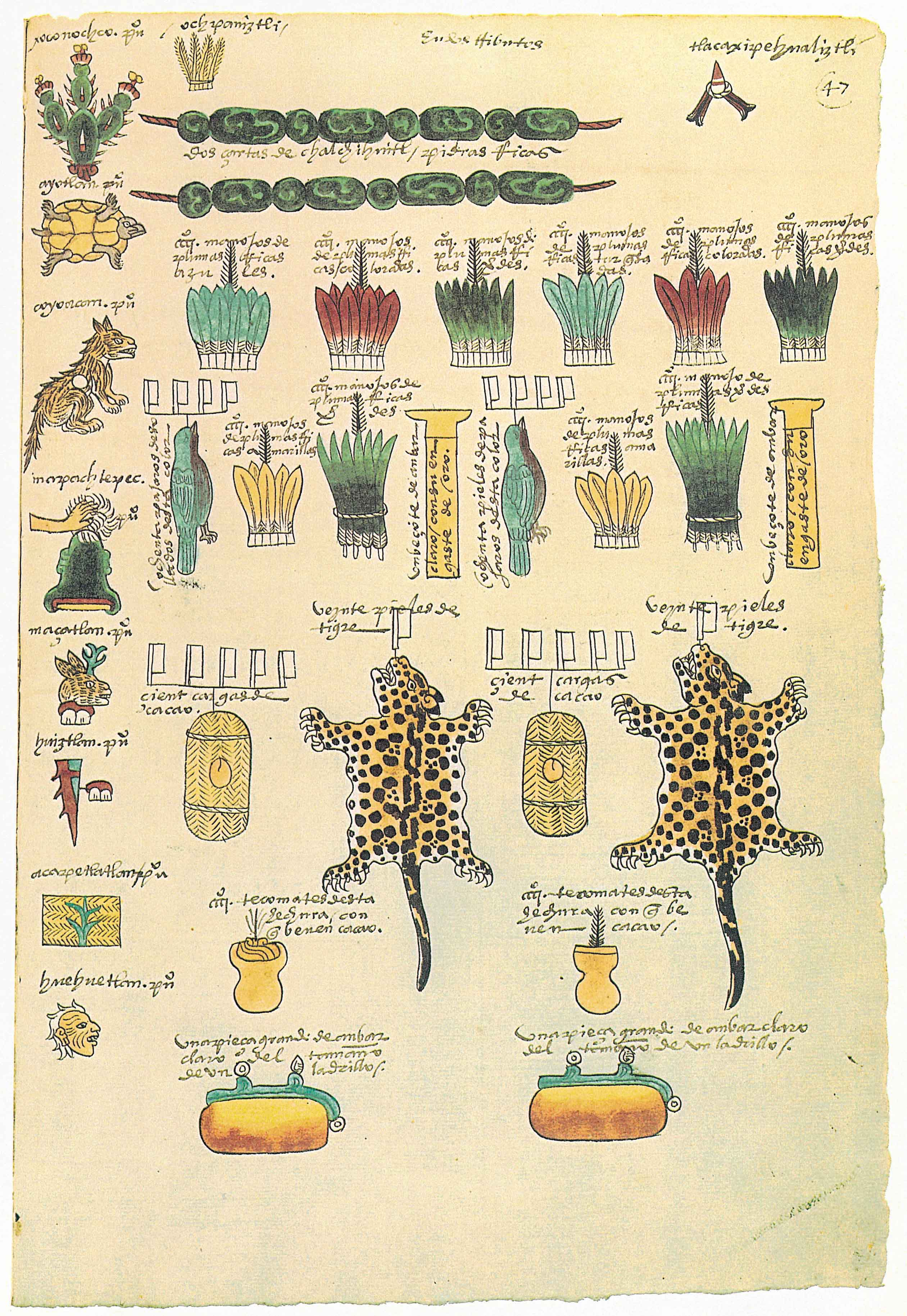
Um fólio do Codex Mendoza mostrando o tributo pago a Tenochtitlan em mercadorias comerciais exóticas pelo altepetl de Xoconochco na costa do Pacífico

### Tenochtitlán

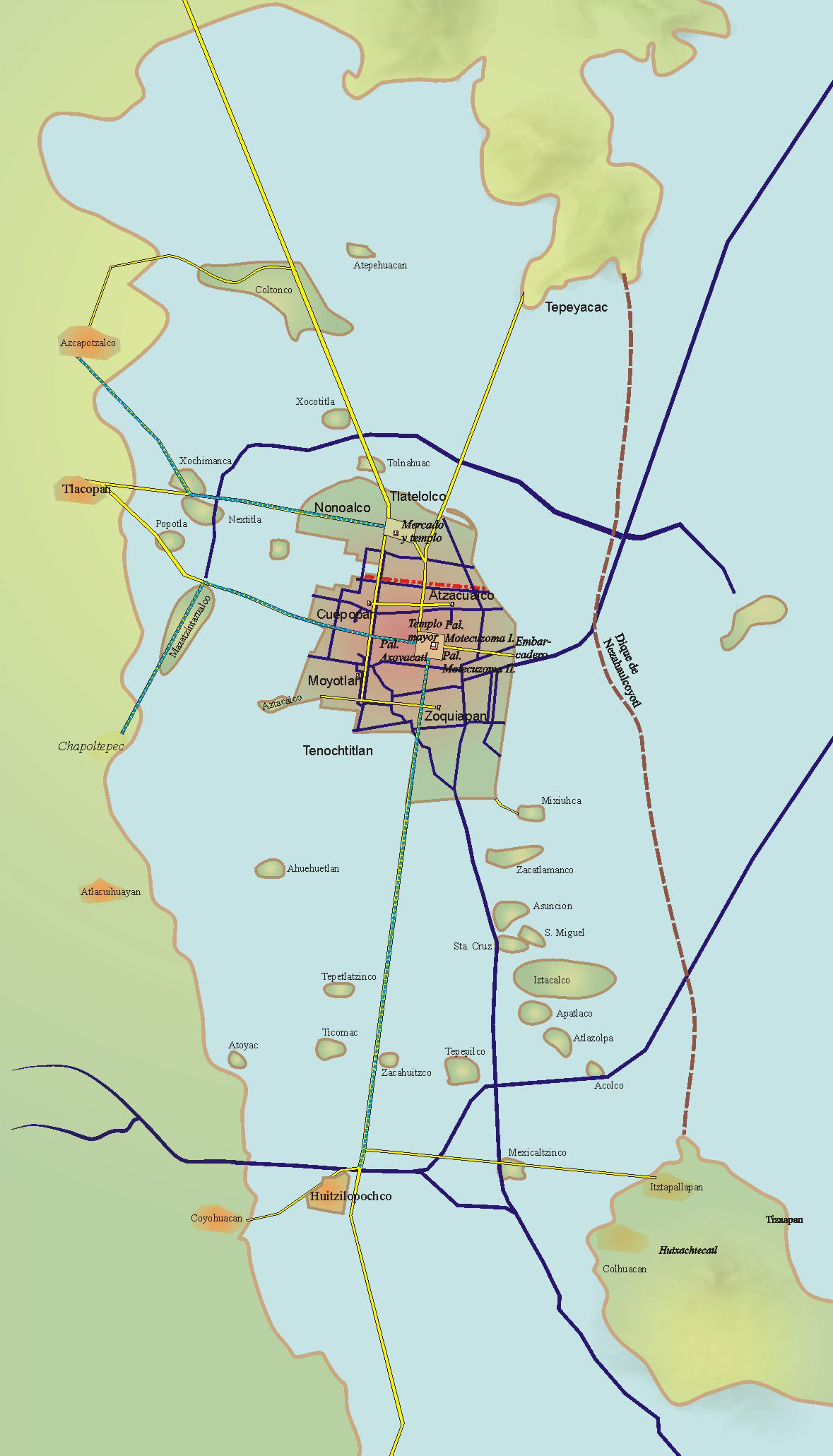
Mapa da cidade insular de Tenochtitlán

#### Grande Templo

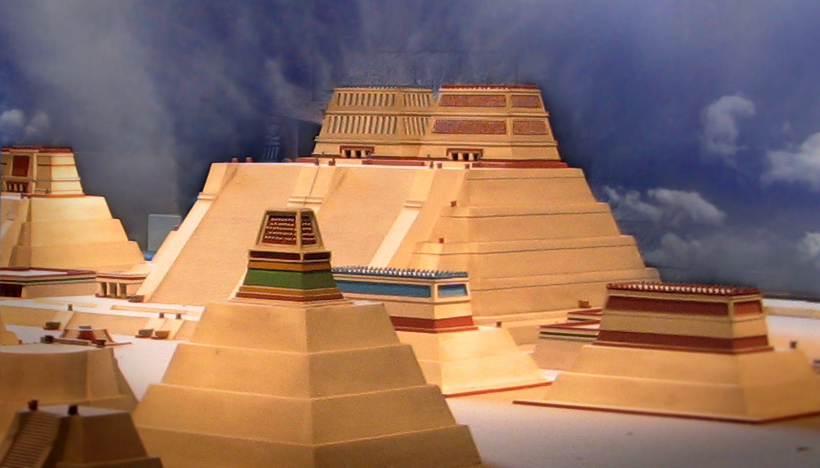
Uma maquete em escala do Grande Templo no Museo Templo Mayor, na Cidade do México

## Definição

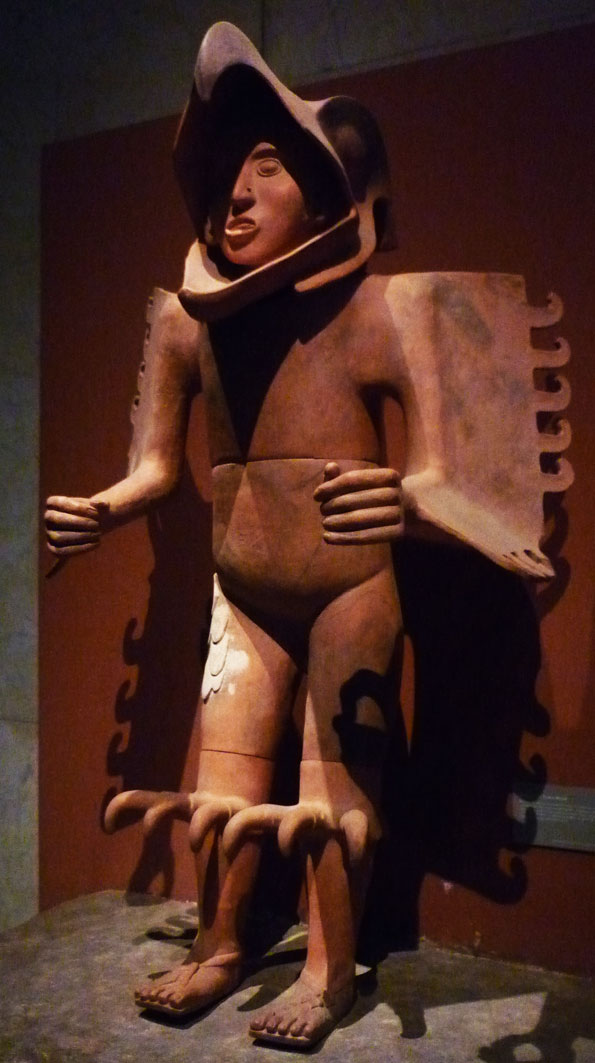
Grande estátua de cerâmica de um guerreiro-águia asteca.

As palavras náuatles aztecatl (no singular) e aztecah (no plural) significam "povo de Aztlan", um lugar mítico de origem para vários grupos étnicos na Mesoamérica. O termo não era usado como um endônimo pelos próprios astecas, mas é encontrado nos diferentes contos de migração dos mexicas, que descrevem as diferentes tribos que deixaram Aztlan juntas. Em um relato da jornada de Aztlan, Huitzilopochtli, a divindade tutelar da tribo dos mexicas, diz a seus seguidores que "agora, seu nome não é mais o Azteca, você é agora Mexitin [Mexica]".
No uso atual, o termo "asteca" geralmente se refere exclusivamente ao povo mexica de Tenochtitlan (atual Cidade do México), situada em uma ilha no Lago Texcoco, mas eles se referiam a si mesmos como mēxihcah, tenochcah ou cōlhuah.
Às vezes, o termo também inclui os habitantes das duas principais cidades aliadas de Tenochtitlan, as acolhuas de Texcoco e os tepanecas de Tlacopan, que junto com os astecas formaram a Tríplice Aliança Asteca, que controlava o que é muitas vezes conhecido como o "Império Asteca". O uso do termo "asteca" para descrever o império centrado em Tenochtitlan foi criticado por Robert H. Barlow, que prefere o termo "culhua-mexica", e por Pedro Carrasco, que prefere o termo "império tenochca". Carrasco escreve que o termo asteca "não é útil para entender a complexidade étnica do México antigo e para identificar o elemento dominante na entidade política que estamos estudando".
Em outros contextos, "asteca" pode se referir a todas as várias cidades-Estados e seus povos, que compartilhavam grande parte de sua história étnica e traços culturais com astecas, acolhuas e tepanecas, e que frequentemente também usavam a língua náuatle como língua franca. Um exemplo está na obra Law and Politics in Aztec Texcoco de Jerome A. Offner. Nesse sentido, é possível falar sobre uma "civilização asteca", incluindo todos os padrões culturais específicos comuns à maioria dos povos que habitavam o centro do México no final do período pós-clássico. Tal uso pode também estender o termo "asteca" a todos os grupos no México Central que foram incorporados culturalmente ou politicamente na esfera de domínio do Império Asteca.
Quando usado para descrever grupos étnicos, o termo "asteca" refere-se a vários povos de língua náuatle do México central no período pós-clássico da cronologia mesoamericana, especialmente os mexicas, o grupo étnico que teve um papel importante no estabelecimento do império hegemônico baseado em Tenochtitlan. O termo se estende a outros grupos étnicos associados ao império asteca, como os acolhuas, o tepanecas e outros que foram incorporados ao império. Charles Gibson enumera vários grupos no México central que ele inclui em seu estudo The Aztecs Under Spanish Rule (1964). Estes incluem culhuaques, cuitlahuaques, mixquicas, xochimilcas, chalcas, além dos tepanecas, acolhuaques e mexicas.
Em usos mais antigos, o termo era comumente usado para se referir aos grupos étnicos modernos falantes de náuatle, já que o idioma era anteriormente chamado de "língua asteca". No uso recente, esses grupos étnicos são referidos apenas como náuatles. Linguisticamente, o termo "asteca" ainda é usado sobre o ramo das línguas uto-astecas (também às vezes chamadas de línguas yuto-nahuan), que inclui a língua náuatle e seus parentes mais próximos, pochutec e pipil.
Alexander von Humboldt originou o uso moderno de "asteca" em 1810, como um termo coletivo aplicado a todas as pessoas ligadas pelo comércio, costumes, religião e idioma ao Estado mexica e à Tríplice Aliança. Em 1843, com a publicação do trabalho de William H. Prescott sobre a história da conquista do México, o termo foi adotado pela maior parte do mundo, incluindo por estudiosos mexicanos do século XIX, que o viam como uma maneira de distinguir os mexicanos da atualidade dos mexicas da era pré-conquista. Este uso tem sido objeto de debate, mas o termo "asteca" é ainda mais comum.

### México central no clássico e pós-clássico

O Vale do México com as localizações das principais cidades-Estados em 1519

### Primeiros governantes mexicas

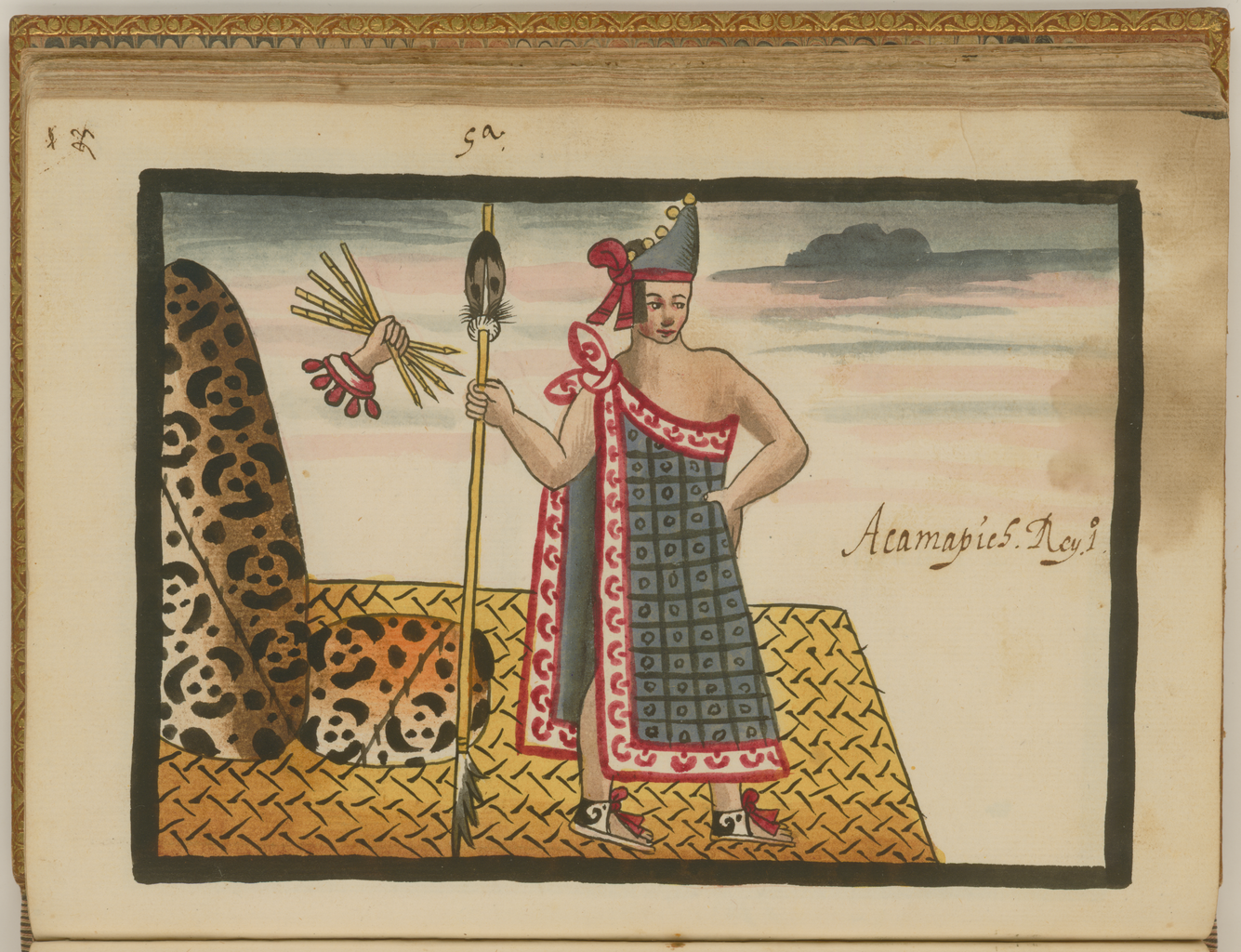
Acamapichtli, Códice Tovar

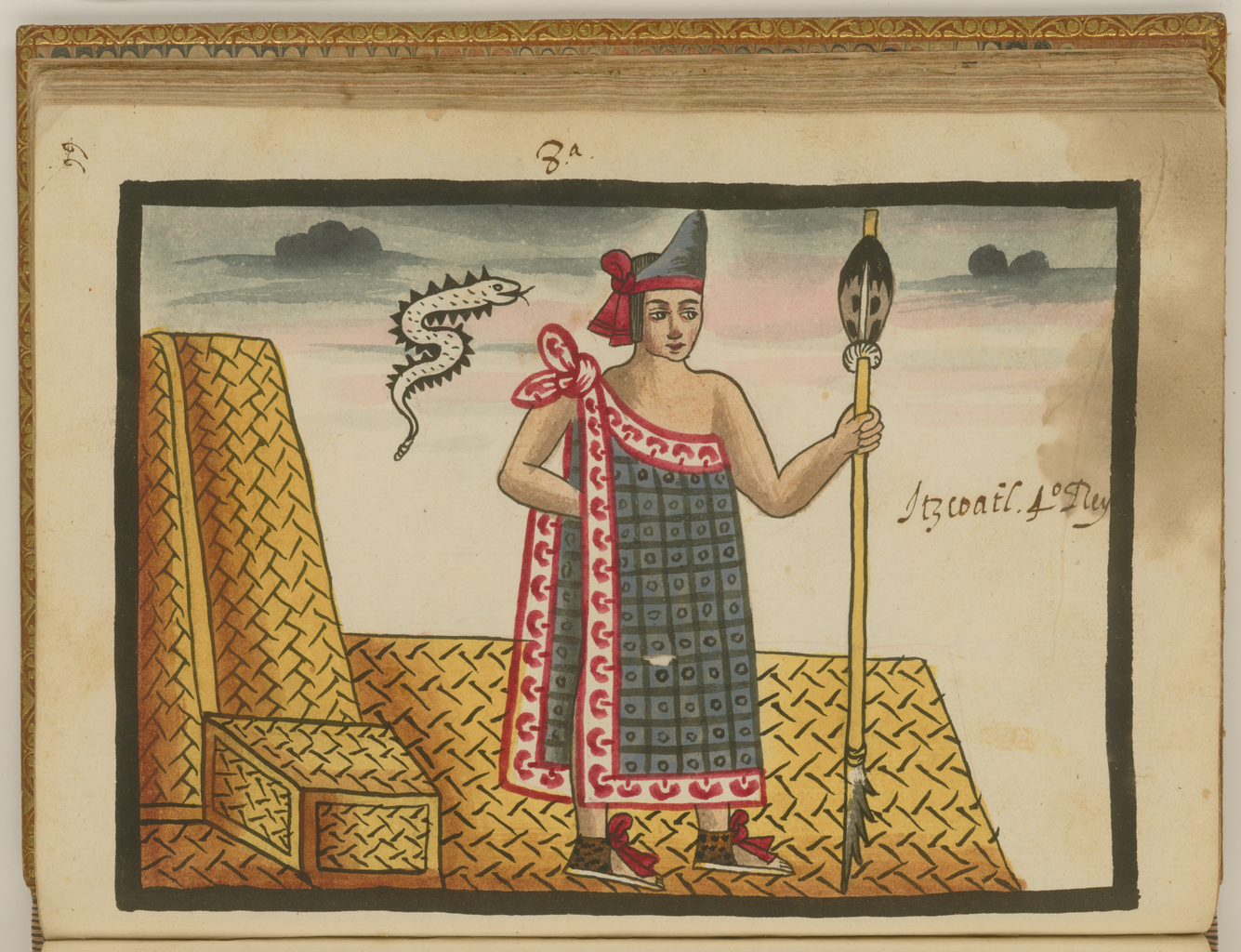
Itzcóatl, Códice Tovar

#### Moctezuma I Ilhuicamina

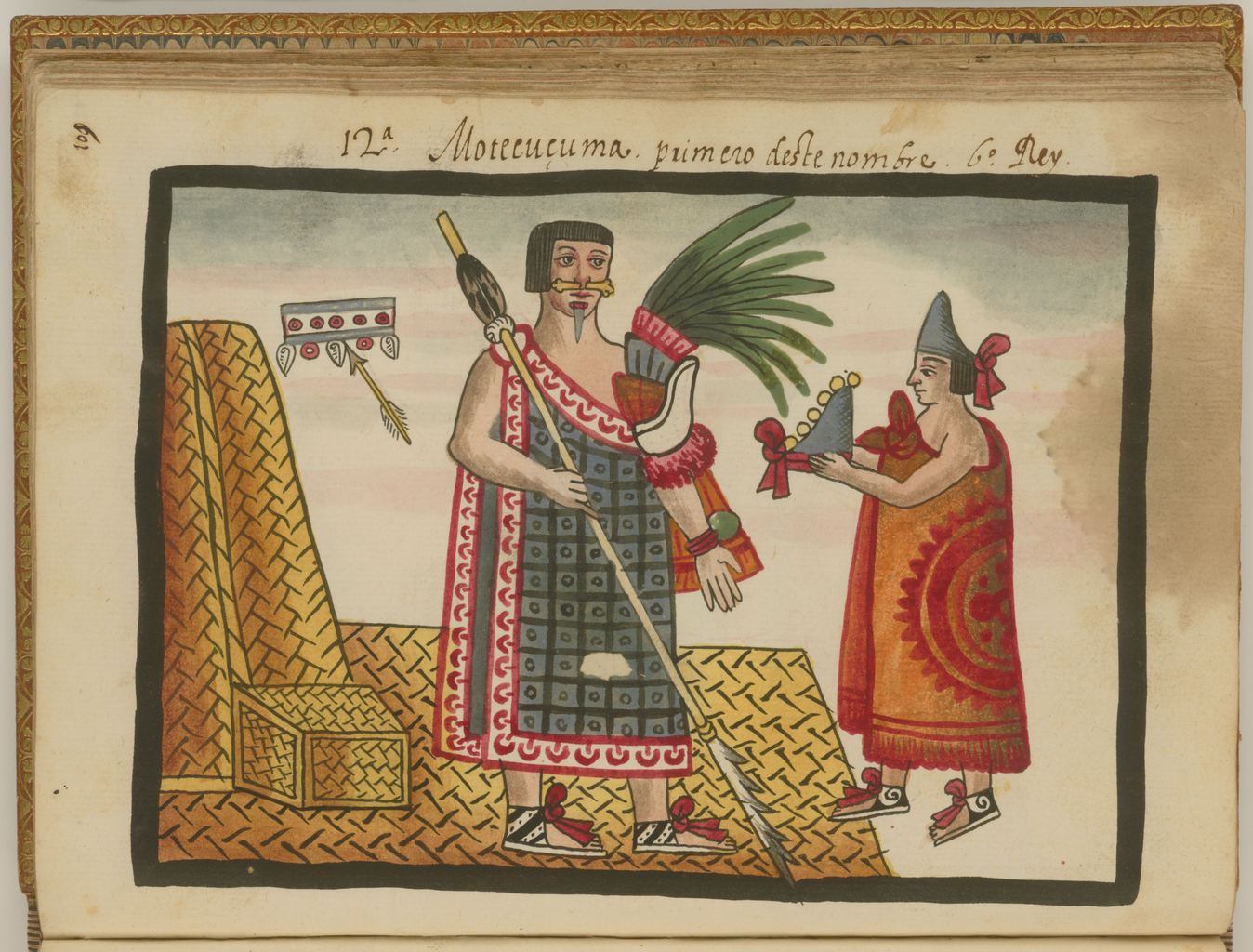
A coroação de Moctezuma I, Códice Tovar

#### Axayácatl e Tízoc

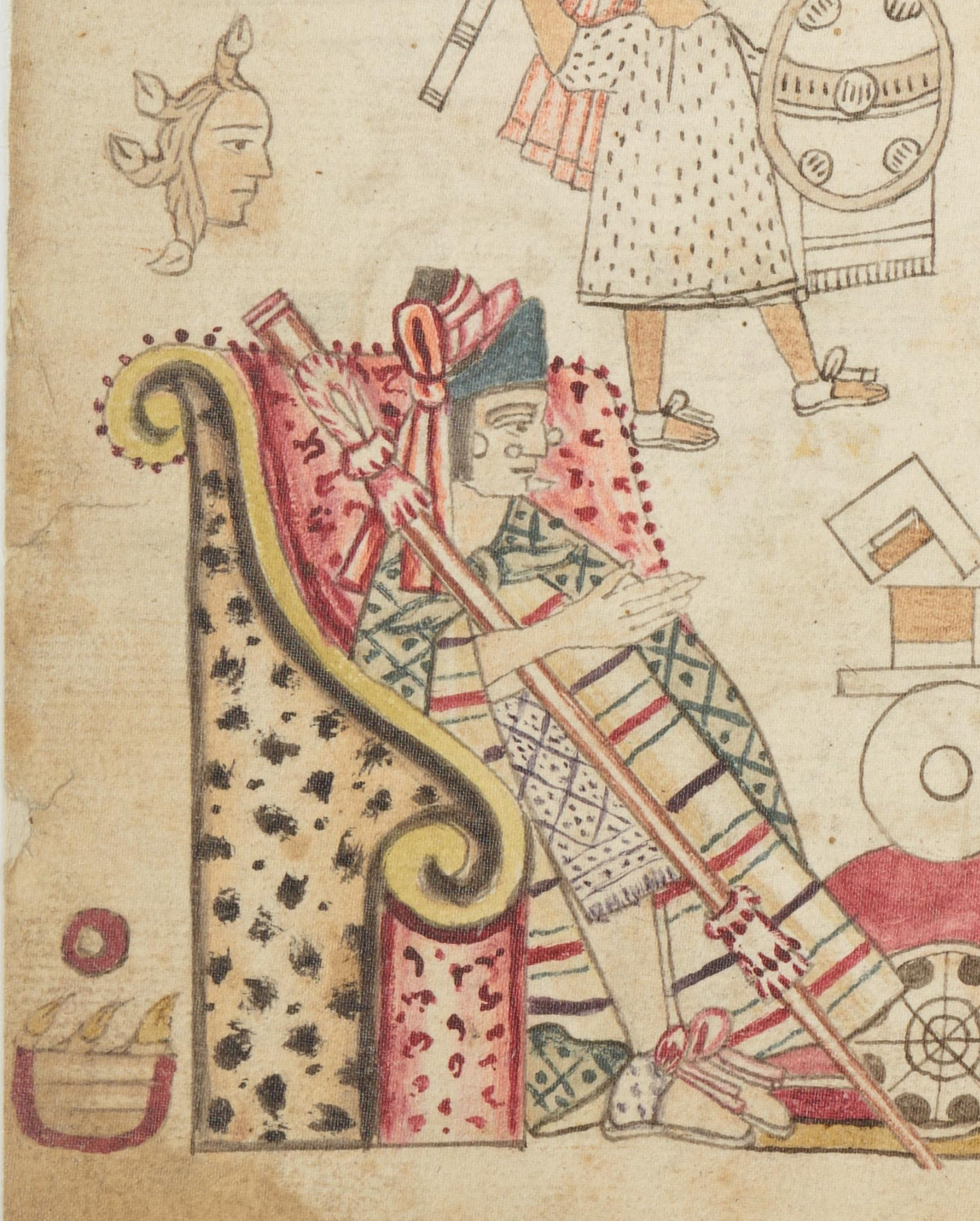
Axayácatl no códice Azcatitlan

#### Ahuitzotl

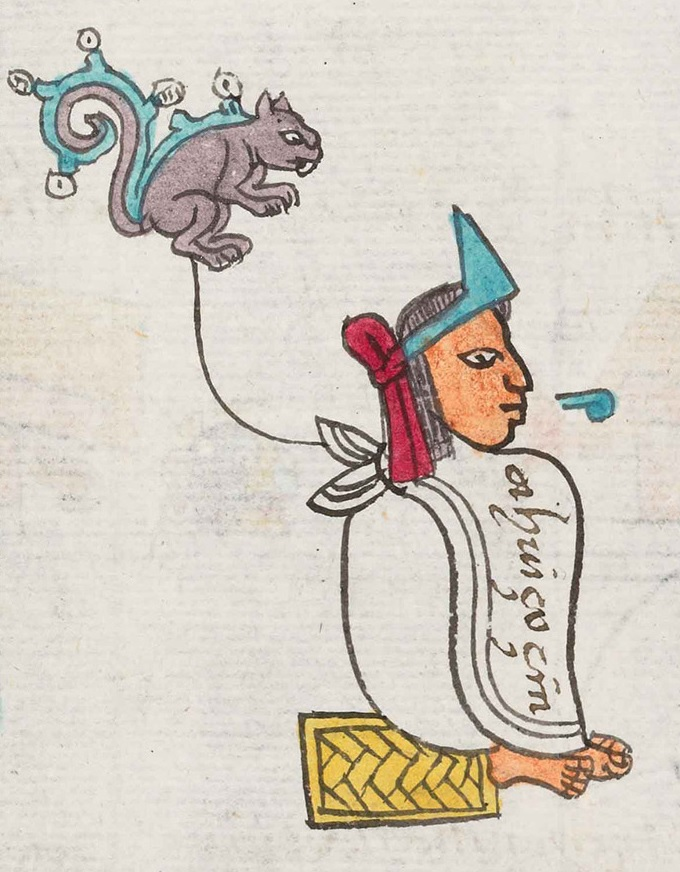
Ahuitzotl no Códice Mendoza

### Governantes astecas finais e a conquista espanhola

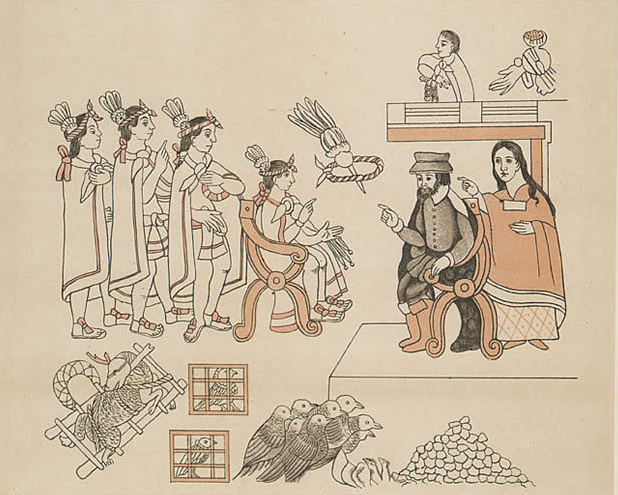
A reunião de Moctezuma II e Hernán Cortés, com sua tradutora cultural La Malinche, 8 de novembro de 1519, conforme descrito no Lienzo de Tlaxcala

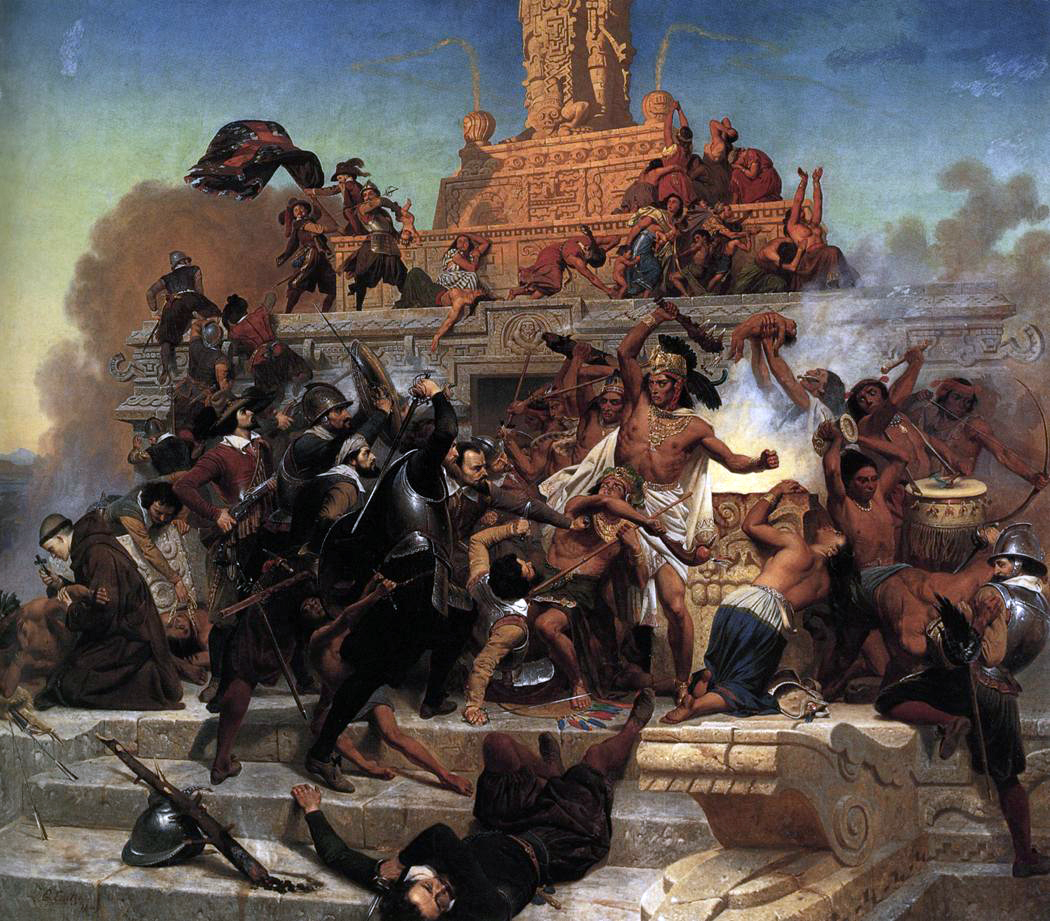
Em 1521, soldados espanhóis liderados saquearam Tenochtitlán

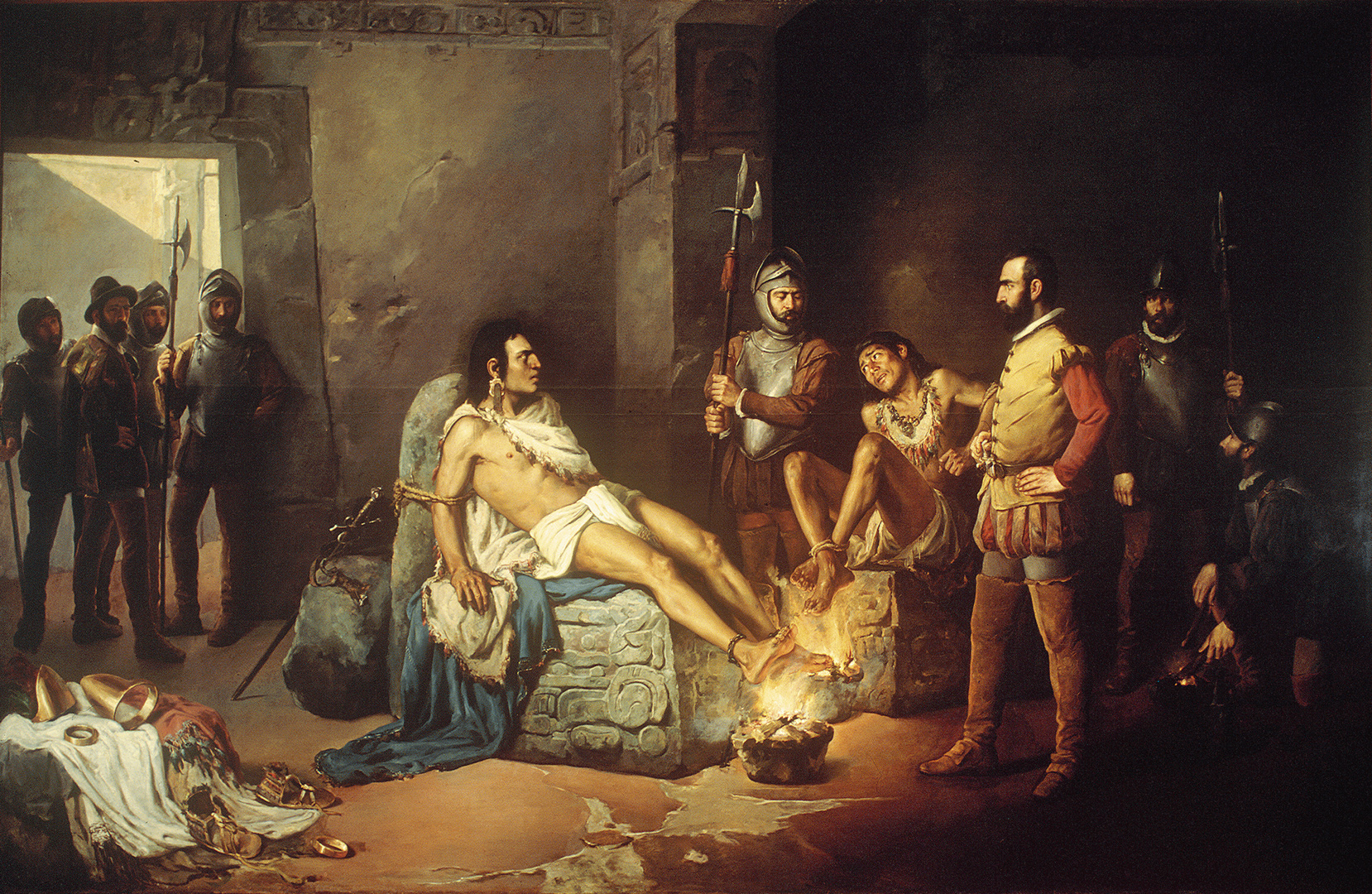
O martírio de Cuauhtémoc, pintura do século XIX de Leandro Izaguirre

### Período colonial

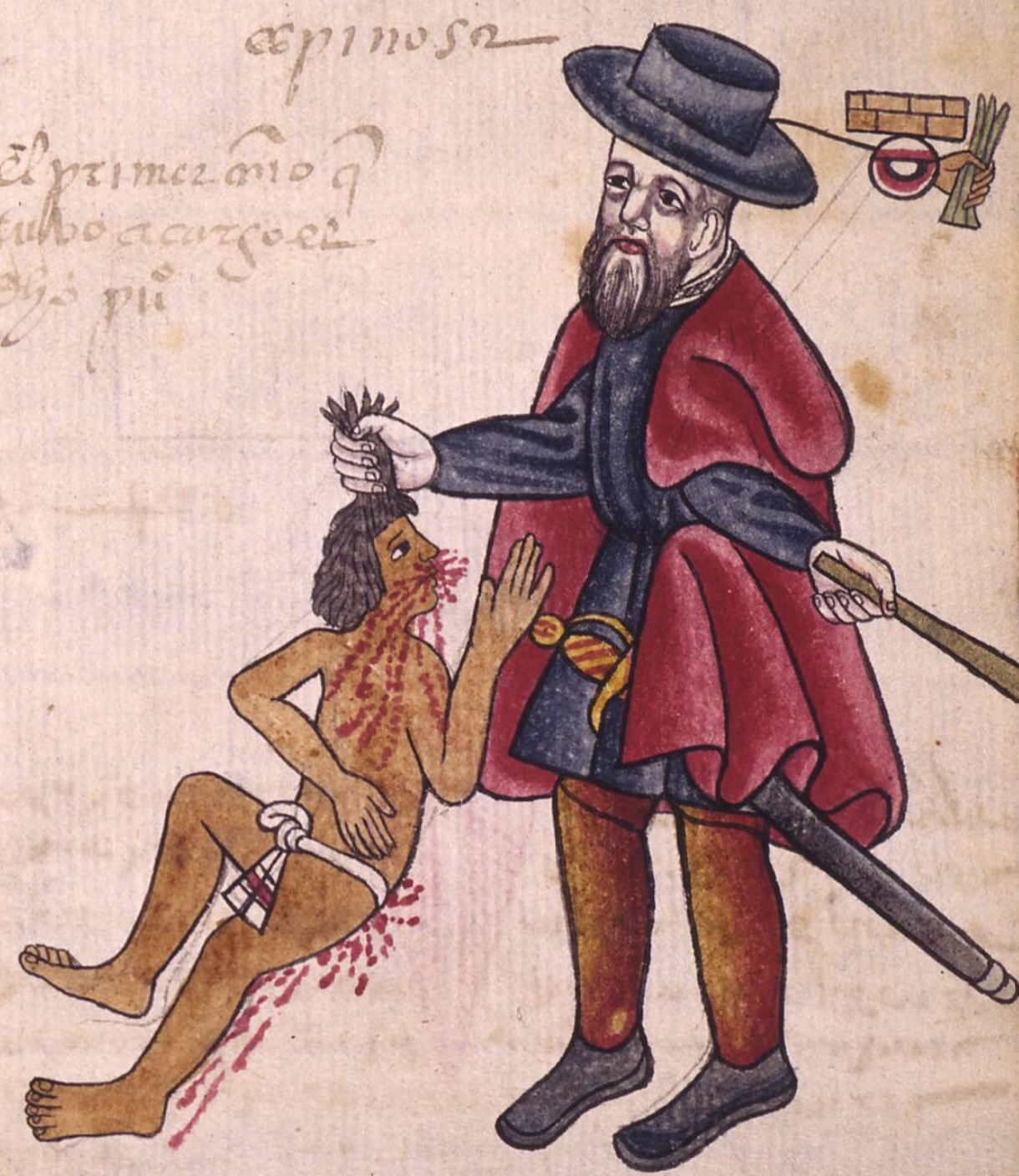
Um náuatle sendo abusado por um espanhol encomendero, Códice Kingsborough

## História